# Stara Wieś (gmina Kutno)

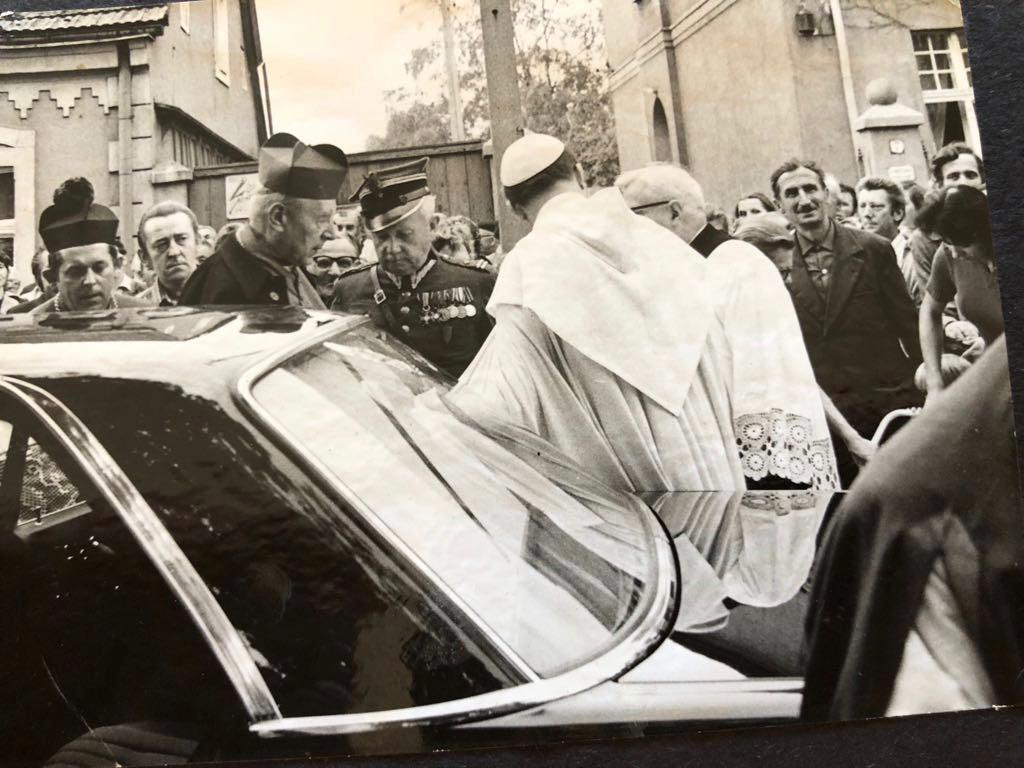

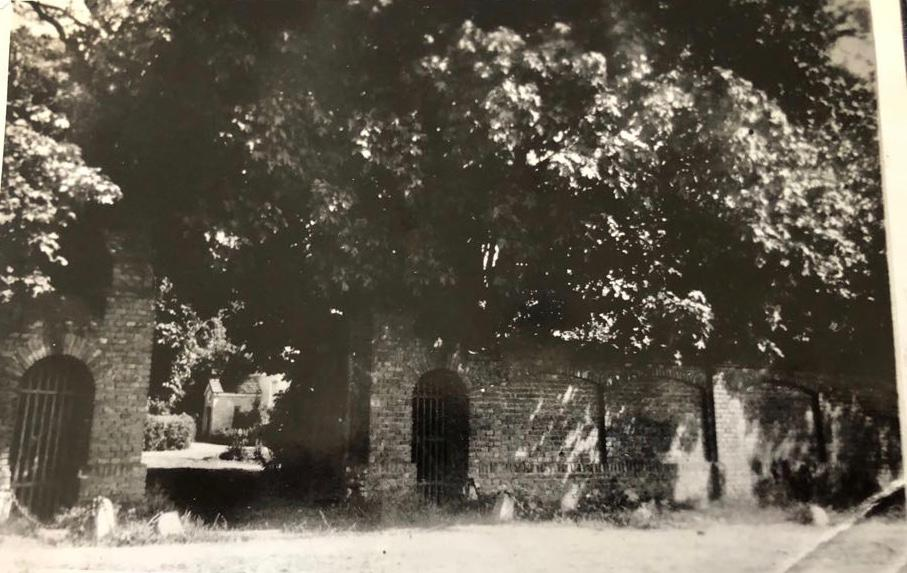
Nieistniejąca brama wjazdowa do Majątku Stara Wieś

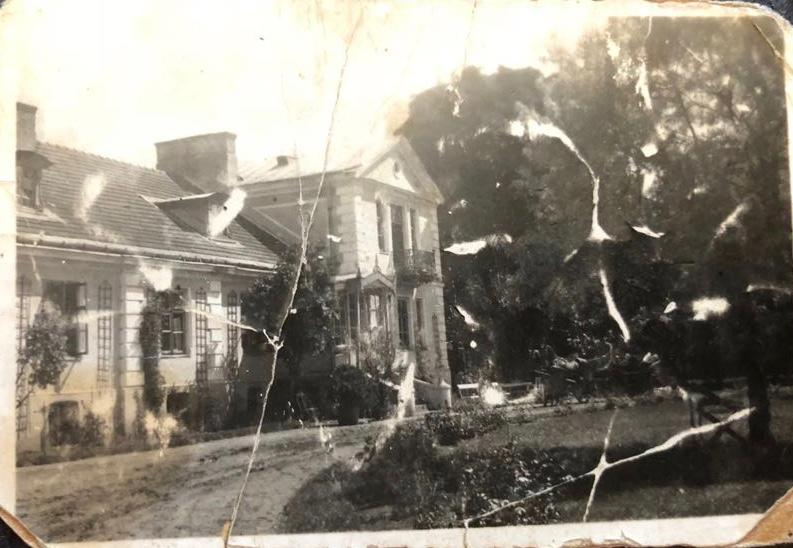
Front Dworu w Starej Wsi.

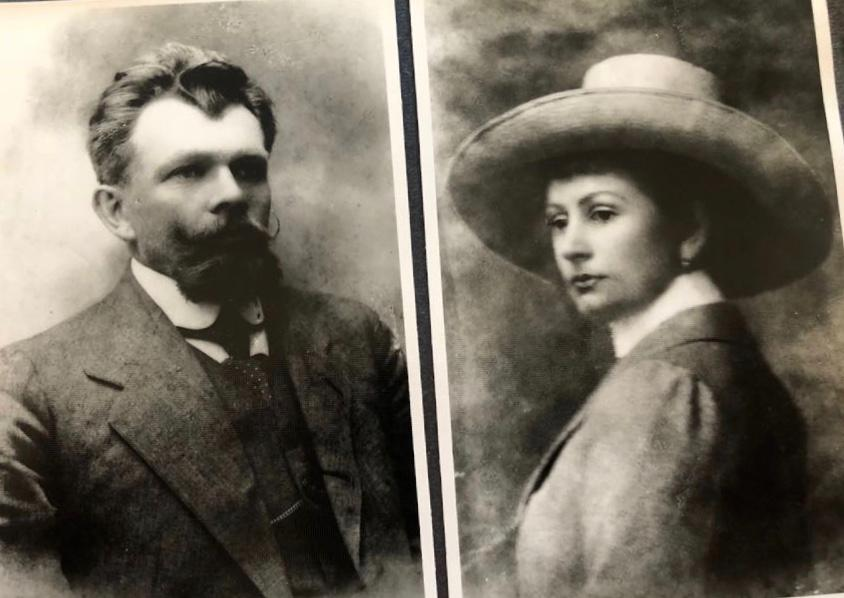
Adolf i Maria Smoleńscy

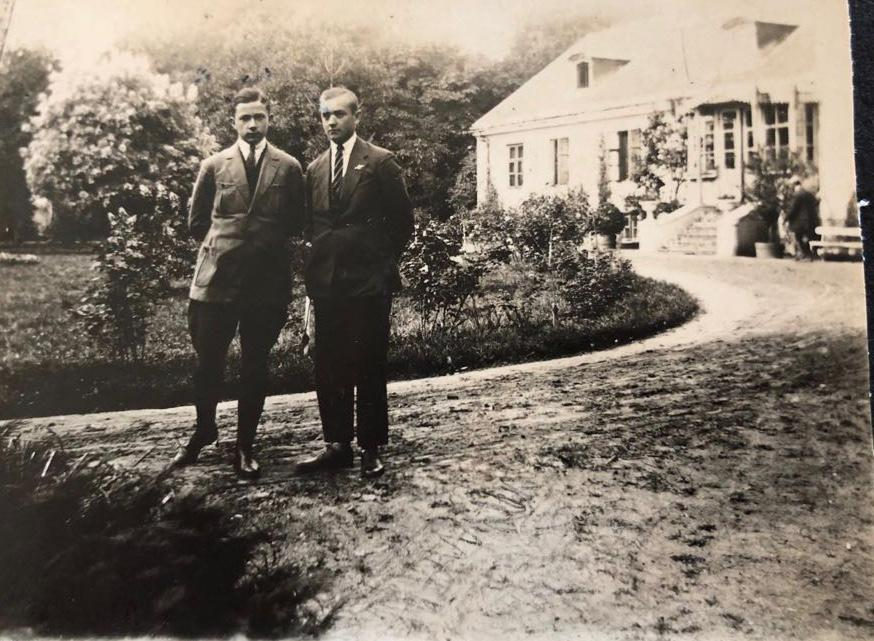
Janusz Smoleński (po lewej).

Stara Wieś – wieś w Polsce, położona w województwie łódzkim, w powiecie kutnowskim, w gminie Kutno.
Miejscowość wchodzi w skład sołectwa Bielawki.

## Historia
Przed wojną znajdował się tu majątek ziemski rodziny Smoleńskich herbu Zagłoba. Po wojnie, potomkowie rodu, wywłaszczeni, osiedlili się w Kole, w Wielkopolsce. Na cmentarzu kutnowskim znajduje się grobowiec rodzinny Smoleńskich, m.in. Adolfa Smoleńskiego (26 II 1870 – 23 V 1938) – właściciela majątku Stara Wieś, wiceprezesa Związku Ziemian oddziału kutnowsko-gostynińskiego, byłego rejenta w Kutnie, prezesa Rady Nadzorczej Spółdzielni Rolniczo-Handlowej „Wspólna Praca”, członka Towarzystwa Kredytowego Ziemskiego w Warszawie, członka Rady Wydziały Powiatowego i rady Gminy w Kutnie oraz członka wielu innych organizacji społecznych, i jego syna, Janusza Smoleńskiego (6 V 1908 – 26 XII 1983) – lekarza medycyny, majora, kawaler Krzyża Virituti Militari, żołnierza września 1939, kleeberczyka.
Od 1867 w gminie Kutno. W okresie międzywojennym należały do powiatu kutnowskiego w woj. warszawskim. 20 października 1933 utworzono gromadę Bielawki w granicach gminy Kutno, składającą się ze wsi i folwarku Bielawki oraz wsi i folwarku Stara Wieś.  1 kwietnia 1939 wraz z całym powiatem kutnowskim przeniesione do woj. łódzkiego. Podczas II wojny światowej włączone do III Rzeszy.
Po wojnie Stara Wieś powróciła do powiatu kutnowskiego w województwie łódzkim, nadal jako składowa gromady Bielawki, jednej z 22 gromad gminy Kutno. W związku z reorganizacją administracji wiejskiej jesienią 1954, weszła w skład nowej gromady Kutno, a po jej zniesieniu 29 lutego 1956 – do gromady Bielawki. Gromadę Bielawki  zniesiono 1 lipca 1968, a Starą Wieś włączono do nowo utworzonej gromady Kutno-Wschód. W 1971 roku wraz z Bielawkami liczyła 452 mieszkańców.
Od 1 stycznia 1973 w gminie Kutno jako część sołectwa Bielawki.
2 lipca 1976 część Starej Wsi (a także część Bielawek)  włączono do Kutna. Poza granicami miasta pozostała główna część Starej Wsi.
W latach 1975–1998 miejscowość administracyjnie należała do województwa płockiego.